# Nobukazu Kuriki
Nobukazu Kuriki (en japonés: 栗城 史多, Kuriki Nobukazu) (Imakane, Hokkaidō; 9 de junio de 1982 - monte Everest, 21 de mayo de 2018) fue un alpinista japonés.

## Primeros años
Kuriki nació en Imakane, ciudad del distrito de Setana, en Hokkaidō. Se graduó en el instituto Hokkaido Hiyama Kita y en el Departamento de Sociología de la Universidad Internacional de Sapporo.

## Carrera
Kuriki escalaba el Himalaya a gran altitud una o dos veces al año. Escaló con éxito los ochomiles Cho Oyu en agosto de 2007 y el Dhaulagiri en mayo de 2009. Intentó escalar el Everest sin oxígeno mientras retransmitía en directo por Internet, escalando la vertiente tibetana en septiembre de 2009, y la nepalí en septiembre de 2010, pero no fue capaz de subir por encima de los 8 000 metros. En su tercer intento, entre agosto y octubre de 2011, no llegó a alcanzar los 7 900 metros. 
Durante su cuarto intento, en octubre de 2012, desistió debido al fuerte viento, y perdió nueve de sus dedos por congelación tras pasar dos días en un agujero de nieve a temperaturas inferiores a -20 °C. Su intento de 2015 se vio impedido por la avalancha que asoló el campo base del Everest ese año, y sus intentos de 2016 y 2017 se vieron truncados por las condiciones meteorológicas.
Kuriki anunciaba su estilo de escalada como "en solitario sin oxígeno". Sin embargo, el estilo de Kuriki no fue reconocido como "en solitario sin oxígeno" por la comunidad alpinista. En realidad, contaba con el apoyo de sherpas y a veces utilizaba botellas de oxígeno en secreto.
Dio conferencias muy concurridas por todo Japón sobre el tema de la "aventura compartida" y el valor de la perseverancia, y atrajo a numerosos seguidores en las redes sociales con sus publicaciones en línea, incluidos vídeos y fotos de sus ascensiones.
Kuriki escaló con éxito los picos más altos de seis continentes (las Siete Cumbres) durante su carrera, incluidos el Denali, el Aconcagua, el monte Elbrús, el Kilimanjaro, la pirámide Carstensz y el monte Vinson.
Estuvo representado por la agencia de talentos Yoshimoto Creative Agency.
En mayo de 2018, durante su octavo intento de escalar el monte Everest, falleció mientras descendía del campo III tras abandonar el intento por enfermedad. Le sobrevive su padre Toshio.